# مالپاسو پروداکشنز
مالپاسو پروداکشنز (به انگلیسی: Malpaso Productions) یا کمپانی مالپاسو، شرکت فیلم‌سازی آمریکایی، متعلق به بازیگر مشهور هالیوود، کلینت ایستوود است. وی در سال ۱۹۶۷ و بعد از سودی که بخاطر بازی در سه فیلم به خاطر یک مشت دلار، به خاطر چند دلار بیشتر و خوب بد زشت کسب کرده بود، به پیشنهاد مشاور مالی خود، این شرکت را تأسیس کرد.
عمده فیلم‌های کلینت ایستوود محصول همین کمپانی خودش است.

## تاریخچه
نام مالپاسو برگرفته شده از نام اسپانیایی (به معنای: قدم بد) است که البته نام محلی در منطقه جنوبی کارمل در ایالت کالیفرنیا است. ایستوود بیشتر عمر خود را در آنجا گذررانده. زمانی که ایستوود نقش‌آفرینی در فیلم مردی بدون نام را پذیرفت، مدیر برنامه‌هایش یادآوریش کرد که این کار، قدمی اشتباه در کارنامه وی است. ایستوود بعد از بازی در سگانه‌های دلار و بعد از اینکه به پول زیادی رسید و شهرتی جهانی یافت تصمیم به ساخت شرکت تهیه فیلم، اختصاصی برای خودش را گرفت و اینجا بود که نام مالپاسو (Malpaso) به ذهنش رسید.
ایستوود را بخاطر دقت بسیار بالایش می‌شناسند. فیلم‌های وی دقیقاً به موقع و به اندازه بودجه پیش‌بینی شده - یا گاهی زودتر، و با صرف بودجه کمتر از حد پیش‌بینی شده ساخته می‌شوند.
تعدادی از فیلم‌های مشهور این شرکت:
- فرار از آلکاتراز
- رودخانه میستیک
- محبوب میلیون دلاری
- پرچم‌های پدران ما
- نامه‌هایی از ایووجیما
- گرن تورینو
- جی. ادگار

## پیوند
- مالپاسو پروداکشنز در بانک اطلاعات اینترنتی فیلم‌ها